# Cherry Drummond, 16. Baroness Strange
Jean Cherry Drummond of Megginch, 16. Baroness Strange (* 17. Dezember 1928; † 11. März 2005 in Megginch Castle) war als erbliche Peeress eine Crossbencherin im House of Lords sowie Autorin von romantischen Novellen und geschichtlichen Publikationen.

## Leben
Strange ging auf die Oxenfoord Castle Boarding School in der Nähe von Edinburgh und studierte Englisch und Geschichte an der St. Andrews University. Sie heiratete 1952 Humphrey Evans, MC, einen Captain in der Mountain Artillery. Beide nahmen den Nachnamen Drummond of Megginch an, als sie ins Megginch Castle umzogen. Das Ehepaar hatte 3 Söhne und 3 Töchter:
- Adam Humphrey, 17. Baron Strange (* 1953)
- Charlotte Cherry (* 1955)
- Humphrey John Jardine (* 1961)
- Amelie Margaret Mary (* 1963)
- John Humphrey Hugo (* 1966)
- Catherine Star Violetta (* 1967)

Im April 2006 wurde bekannt, dass Lady Strange auf dem Totenbett ihr Testament geändert hatte, so dass der gesamte Landsitz an ihre jüngste Tochter Catherine vererbt wurde.

## Titel
Obwohl der Landsitz der Familie, Megginch Castle, in Perthshire, Schottland, liegt, gehört der Titel der Familie, Baron Strange, zur Peerage of England. Ihr Vater, John Drummond, 15. Baron Strange, hatte viele Jahre versucht, eine Abeyance zu beenden, die 1957 nach dem Tod von James Stewart-Murray, 9. Duke of Atholl, entstanden war. Er erhielt seinen Adelstitel schließlich im Jahr 1965. Die Titelweitergabe wurde 1982 wiederum durch eine Abeyance verzögert, aber diese wurde 1986 im Sinne von Cherry entschieden. Sie hielt am 4. März 1987 ihre Jungfernrede im House of Lords. Beim Tod der Baronin wurde der Titel an ihren ältesten Sohn, Adam vererbt.

## Politik und öffentliches Leben
Sie hatte traditionelle konservative Ansichten, aber widersetzte sich im Dezember 1998 der Wahlempfehlung des Whips der Conservative Party, als William Hague die Entlassung von Lord Cranborne verkündete, weil dieser mit Tony Blair die Reform des House of Lords vorbesprochen hatte. In Folge dieser Reformen wurde die Anzahl der erblichen Peers, die einen Sitz im House of Lords haben, reduziert. Ihr auf maximal 75 Worte beschränktes Manifest von 1999, um einen der verbleibenden Sitze zu erhalten, war: „Ich bringe jede Woche Blumen von meinem Schloss in Perthshire ins Parlament - I bring flowers every week to this House from my castle in Perthshire.“ Daraufhin erhielt sie einen Sitz bei den Crossbenchern.
Sie war ab 1990 Präsidentin der War Widows Association of Great Britain.

## Veröffentlichungen
Strange schrieb mehrere romantische Novellen unter dem Pseudonym Cherry Evans, einschließlich Love From Belinda (1960) und Love Is For Ever (1988). Unter dem Namen Cherry Drummond schrieb sie The Remarkable Life of Victoria Drummond - Marine Engineer, eine Biographie einer Tante von Victoria Drummond, einer Patentochter von Queen Victoria, die 40 Jahre als Ingenieurin bei der Blue Funnel Line gearbeitet hatte.